# Xenesthis immanis
Xenesthis immanis är en spindelart som först beskrevs av Anton Ausserer 1875.  Xenesthis immanis ingår i släktet Xenesthis och familjen fågelspindlar. Inga underarter finns listade i Catalogue of Life.